# Prêmios MTV MIAW
Prêmios MTV MIAW (ou VMB) est une cérémonie de remise de prix décernés par la chaîne de télévision brésilienne MTV pour célébrer les favoris de la culture pop, tels que la musique, le divertissement et l'univers numérique de la génération du millénaire. Il s'agissait de la version brésilienne des MTV Millennial Awards mexicains, présentés par MTV Latinoamérica.
La première édition des MTV MIAW Awards a lieu le 23 mai 2018. La cinquième édition a lieu le 26 juillet 2022, ce qui en fait le dernier événement. 

## Éditions
| Édition | Date              | Lieu            | Ville     | Présentateur                     | Ícone MIAW       | Ref.  |
| ------- | ----------------- | --------------- | --------- | -------------------------------- | ---------------- | ----- |
| 1re     | 23 mai 2018       | Credicard Hall  | São Paulo | Whindersson Nunes                | Felipe Neto      | [ 2 ] |
| 2e      | 3 juillet 2019    | Credicard Hall  | São Paulo | Hugo Gloss et Sabrina Sato       | Bruna Marquezine | [ 3 ] |
| 2e      | 24 septembre 2020 | Estúdios Quanta | São Paulo | Bruna Marquezine et Manu Gavassi | Manu Gavassi     | [ 4 ] |
| 4e      | 23 septembre 2021 | Estúdios Quanta | São Paulo | Pabllo Vittar et Rafael Portugal | Juliette         | [ 5 ] |
| 5e      | 26 juillet 2022   | Vibra Hall      | São Paulo | Camila Queiroz et Xamã           | Gkay             | [ 6 ] |